# Pierre de Luc
La Pierre de Luc est un menhir situé sur la commune de Luc-sur-Mer, en France, dans le département du Calvados.

## Description
De ce menhir très détérioré, propriété de la Société préhistorique française, il ne reste que la base. Il est situé dans un lieu appelé autrefois « Delle de la Pierre » à Luc-sur-Mer, à l’angle de la rue du Menhir et de la rue Maginot. 

En 1930, l'archéologue Edmond Hue écrit : 

« À une époque non connue, le menhir a été brisé presque au ras du sol, ainsi qu’en témoignent de larges surfaces d’éclatement de la roche que l’on observe sur le bord supérieur de la face nord et sur l’arête ouest. Il y a une quarantaine d’années, des fermiers mal intentionnés, avaient essayé de détruire par explosif ce qui restait du mégalithe… Pas de légendes ni de coutumes. Toutefois les habitants avaient respecté, par tradition, ce qui subsistait de cet antique monument ; il a fallu la mentalité de gens étrangers au pays (des horzains), pour en concevoir la destruction… Par un vote des plus aimable, dont je la remercie sincèrement, la municipalité a accepté la protection de la « Pierre de Luc » qui se trouve placée sous la sauvegarde des habitants. »

La plaque explicative qui avait été placée sur le menhir a aujourd'hui disparu.